# Léon Potier de Gesvres (Kardinal)

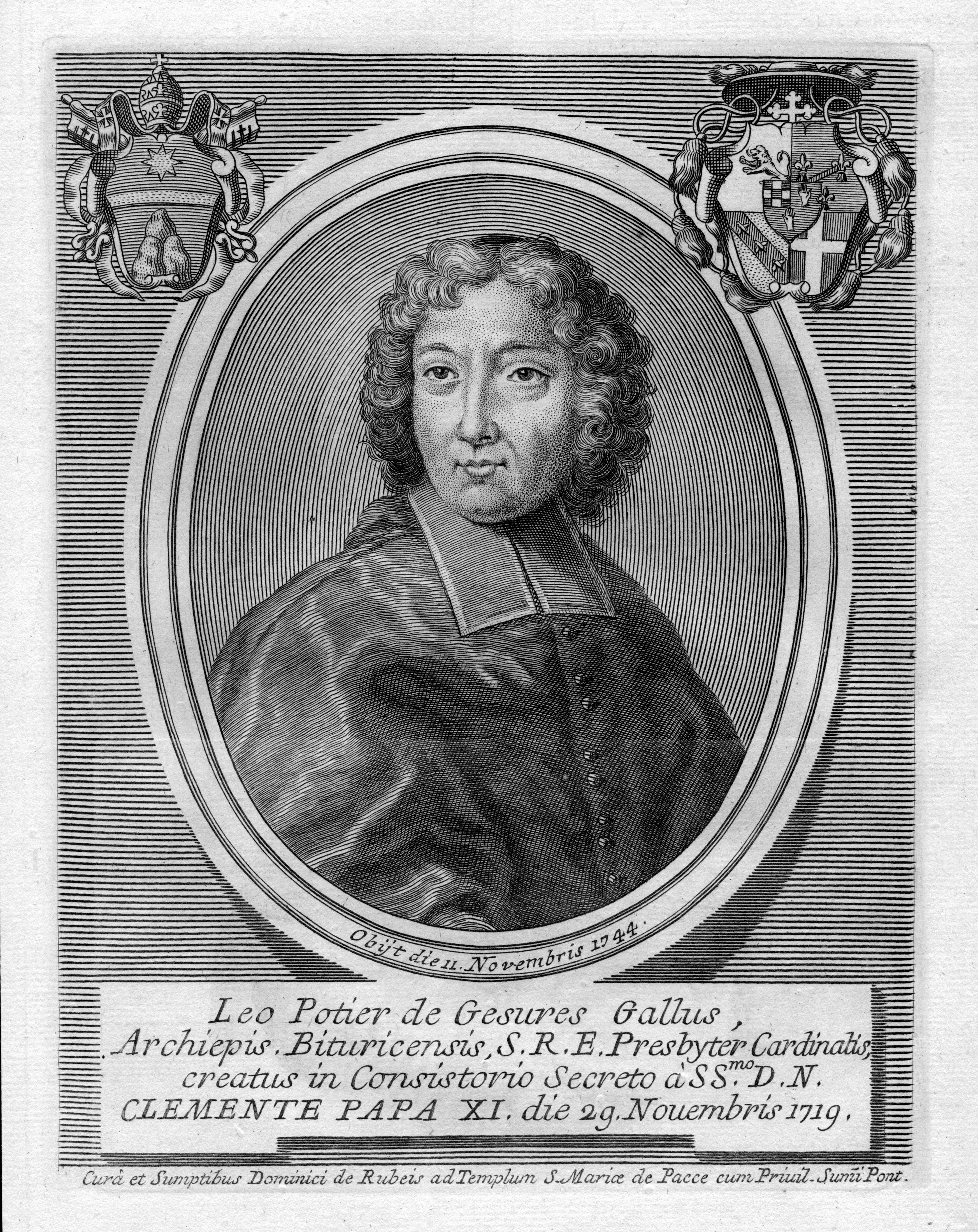
Kardinal Léon Potier des Gesvres

Léon Potier de Gesvres, genannt Cardinal de Gesvres, (* 15. August 1656 in Paris; † 12. November 1744 ebenda) war ein französischer Prälat. Er wurde zum Erzbischof von Bourges und zum Kardinal ernannt.

## Leben
Der Kardinal Léon Potier de Gesvres ist der zweite Sohn von Léon Potier de Gesvres, Herzog von Gesvres und Gouverneur von Paris, und Marie-Françoise Angélique du Val de Fontenay-Mareuil. Er wurde 1666 Abt von Notre-Dame de Bernay, 1679 Abt, Graf von Herr von Saint-Géraud d’Aurillac. Seine Ausbildung schloss er als Docteur en Théologie de la Faculte de Paris ab.
Er war Kammerherr des Papstes Innozenz XI. (reg. 1676–1689). Auf Vorschlag des Kardinals Janson wurde er am 30. August 1694 zum Erzbischof von Bourges ernannt, was zu einigem Aufsehen führte, da der König von Frankreich die Erzbistümer üblicherweise an Bischöfe vergab und nicht an Äbte. Die Bischofsweihe erfolgte am 23. Januar 1695 in der Noviziatskirche der Jesuiten in Paris durch Kardinal César d’Estrées; Erzbischof Potier residierte allerdings kaum in seiner Diözese, ließ sich ebenso wenig bei Hofe blicken. Er hielt sich vor allem in Rom und in seinem Palais in der Rue du Bac in Paris auf.
Léon Potier nahm drei Mal an der Assemblée Générale du Clergé de France teil, 1715 als deren Vorsitzender. Am 27. November 1719 wurde er von Papst Clemens XI. auf Vorschlag von August dem Starken als König von Polen zum Kardinalpriester ernannt – und hatte damit das Ziel seines Lebens erreicht; danach isolierte er sich mehr und mehr vom öffentlichen Leben. Ebenso wenig wie am geistlichen Leben seines Erzbistums oder am weltlichen des Hofes nahm er an einem der vier Konklave in seiner Zeit als Kardinal (1721, 1724, 1730, 1740) teil.
Nach der Erlangung der Kardinalswürde gelang es ihm, seine finanzielle Ausstattung zu verbessern. Von 1720 bis 1722 war er Kommendatarabt von Saint-Amand (im Bistum Tournai), ab 1723 von Saint-Nicolas d’Aroai (bei Arras) und ab 1725 von Saint-Landelin-de-Crespin (Bistum Cambrai). Sein Erbe bestand in erster Linie aus seiner Bibliothek, die vor allem zeitgenössische theologischen Werken umfasste, allerdings auch wertvolle mittelalterliche Manuskripte wie De temporibus von Matteo Palmieri, den Bréviaire de Séez und den Bréviaire romain aus dem 15. Jahrhundert, sowie ein Stundenbuch aus der Werkstatt des Rohan-Meisters. Diese Bibliothek ist heute Bestandteil der Bibliothèque nationale de France.
Am 3. Juni 1724 wurde er in den Heilig-Geist-Orden aufgenommen, 1727 zum Commandeur ernannt. Am 5. März 1729 trat er als Erzbischof von Bourges zurück und wurde stattdessen Abt von Saint-Remi de Reims.